# Joseph-Henri Léveillé
Pour les articles homonymes, voir Léveillé.
Jean, dit Joseph-Henri Léveillé  est un médecin et mycologue français, né le 28 mai 1796 à Crux-la-Ville et mort le 4 février 1870 à Paris (5e arrondissement).

## Biographie
Léveillé a étudié la médecine et la mycologie à l'Université de Paris, dont il est diplômé en 1824. 
Il a été le premier, dans un article de 1837 intitulé Sur le hymenium des champignons, à proposer une description complète des basides et des cystides des champignons et à établir le rôle des basides dans la production des spores. Il a aussi montré l'importance des basides pour la taxinomie et proposé la distinction entre ascomycètes et basidiomycètes.

## Découverte des basides et cystides
En 1837, médecin à Paris, il a l'idée de génie, comme Hedwig, de pratiquer systématiquement des coupes dans les lamelles des Agaricinées. Il est le premier à découvrir, décrire et nommer les basides et les cystides.. De nombreux mycologues avant lui comme Micheli, Gleditsch,  Bulliard, Nees von Esenbeck, Link, Persoon, Fries, Montagne, Ascherson, Corda, etc. avaient vu ces organes, mais sans en comprendre la signification. En 1837, il publie ses  Recherches sur l'hymenium des champignons.
Il renouvelle souvent ses expériences devant Persoon (qui vit à Paris) étonné que des organes aussi constants et évidents aient pu échapper aux micrographes. Brongniart et Guillemin confirment ces découvertes au nom de l'Académie des sciences, et Léveillé emprunte à Guillemin le vocable baside (du grec = support) pour désigner les cellules spéciales qui portent les spores; et il nomma cystide (du grec = vessie), ces autres cellules spéciales ne portant pas de spores, et donc très distincte des thèques.
Cela prouve que les champignons sont capables de diversifier, contre toute attente, leur mode de reproduction. Il propose alors de les diviser en deux grandes classes :
1. Basidispori ( = Hymenomycètes de Fries) : Champignons dont l'hymenium (souvent à la partie inférieure) est composé de basides sporophores allongées côte à côte perpendiculairement par rapport au plan de l'hymenium, et portant des spores extérieures (ordinairement 4), pédicellées sur la baside. D'autres cellules sans spores, des cystides, existent aussi parfois. Cette classe est la même que l'actuelle Basidiomycètes, et est analogue à celle des Gymnospermes chez les Phanérogames.
2. Thecaspori ( = Hymenothecii de Persoon), dont l'hymenium (couvrant le plus souvent la partie supérieure) est composé de thèques ou asques, cellules en forme de petites massues, contenant des sporules intérieures, régulièrement 8 par thèque. Elles sont expulsées par petites saccades et restent visibles même dans le champignon desséché. D'autres cellules très allongées, filiformes, les paraphyses, leur servir de soutien.

Léveiller a été pour Fries ce que Hedwig avait été pour Persoon. Il publie des travaux de systématique sur les Urédinées, les Tuberacées, édite l'Iconographie de Paulet (1855) et apparait comme l'initiateur en Mycologie de plusieurs disciples, notamment Boudier.

## Publications
- (1827) Mémoire sur l'ergot in Mém. Soc. Linn. Paris 5
- (1837) Sur le hymenium des champignons in Annales des Sciences Naturelles. Botanique 321 - 338
- (1840) Notice sur le Genre Agari in Dictionnaire Universel d'Histoire Naturelle
- (1842) Observations médicinales et énumerations des plantes recueilliés en Tauride. In A. Demidoff [ed.], Voyage dans la Russie Méridionale et la Crimée, par la Hongrie, la Valachie et la Moldavie 2 : 35-245. Paris; E. Bordin.
- (1843) Mémoire sur le genre Sclerotium in Annales des Sciences Naturelles. Botanique : 218 – 248.
- (1845) Champignons exotiques. Annales des Sciences Naturelles Botanique, Série 3 2: 167-221.
- (1845) Champignons exotiques. Annales des Sciences Naturelles Botanique, Série 3 3: 38-71.
- (1846) Considérations mycologiques, suivies d'une nouvelle classification des champignons
- (1846) Descriptions des champignons de l’Herbier du Muséum de Paris. Annales des Sciences Naturelles Botanique, Série 3 5: 111-167.
- (1846) Description des champignons de l’herbier du Muséum de Paris. Annales des Sciences Naturelles Botanique, Série 3 5: 249-304.
- (1846) Descriptions des champignons de l’herbier du Muséum de Paris (Suite). Annales des Sciences Naturelles Botanique, Série 3 5: 249-305.
- (1847) Sur la disposition méthodique des Urédinées Annales de Sciences Naturelles Botanique, Série 3 8: 369-376.
- (1847) Sur quelques nouveaux genres dans la famille des Urédinées Société Philomatique. S. 88-89
- (1848) Fragments mycologique Annales de Sciences Naturelles Botanique, Série 3 9: 119-144, 245-262.
- (1850) Sur une maladie qui attaque actuellement les vignes des environs de Paris. Société Philomatique S. 61-64.
- (1851) Organisation et disposition méthodique des espèces qui composent le genre Erysiphé. Annales des Sciences Naturelles Botanique, Série 3 15: 109-179.
- (1851) Note sur une nouvelle distribution des Erysiphés. Société Philomatique S. 31-35.
- (1855) Iconographie des champignons de Paulet
- (1856) Description d'un nouveau genre de champignons (Entomosporium). Société Philomatique. S. 30-32

## Liste destaxonsde Léveillé en mycologie
- Acroscyphus Lév.
- Asterina Lév.
- Clavaria zollingeri Lév.
- Helvella ephippium Lév.
- Hymenochaete Lév.
- Lachnocladium Lév.
- Lembosia Lév.
- Microsphaera Lév.
- Parmularia Lév.
- Phylacia Lév.
- Phyllactinia Lév.
- Podosphaera Gustav Kunze: Lév.
- Scopinella Lév.
- Sphaerotheca Lév.
- Uncinula Lév.
- Xylaria oxyacanthae Lév.